# Samtgemeinde Jümme
De Samtgemeinde Jümme is een samenwerkingsverband in het Landkreis Leer in de Duitse deelstaat Nedersaksen. De samenwerkingsgemeente ligt in de regio Oost-Friesland. Op een oppervlakte van 82,34 km² wonen ruim 6400 inwoners. De naam is afgeleid van de rivier de Jümme.

## Bestuurlijke indeling
Jümme bestaat uit de volgende deelnemende gemeenten (Mitgliedsgemeinden):
- Detern
- Filsum
- Nortmoor

De hoofdplaats is Filsum. De deelnemende gemeenten hebben elk nog een groot deel van de gemeentelijk bevoegdheden behouden, waaronder een eigen college van burgemeester en wethouders en een eigen gemeenteraad.

## Wegennet, economie
De gemeente heeft goede aansluitingen op het wegennet. Nortmoor wordt ontsloten door de Bundesstraße 72 Aurich - Cloppenburg. Op enkele kilometers afstand oostwaarts, even voorbij Filsum, ligt afrit 3 van de A 28. Bij het gehucht Brunn van Nortmoor ligt afrit 2 Leer-Ost van deze Autobahn. Daar is het grootste bedrijventerrein van de gehele Samtgemeinde Jümme ontwikkeld. De hier gevestigde ondernemingen boden in 2015 in totaal circa 400 mensen een arbeidsplaats.

## Politiek
Het samenwerkingsverband voert voor de deelnemende gemeenten een aantal taken uit. Welke taken door het verband worden uitgevoerd verschilt van Samtgemeinde tot Samtgemeinde en wordt vastgelegd in een verordening van het deelstaatparlement van Nedersaksen. Een Samtgemeinde kent een eigen raad, welke door alle kiesgerechtigde burgers in het samenwerkingsverband wordt gekozen.

### Samenstelling van de raad
De raad van de Samtgemeinde bestaat sinds de laatste verkiezingen uit 18 gekozen leden en de burgemeester. De samenstelling is als volgt:
| Partij/Groepering     | 2006 | 2011 | 2016 |
| CDU                   | 7    | 7    | 7    |
| SPD                   | 5    | 6    | 6    |
| Freie Wähler AWG      | 3    | 3    | 1    |
| Bündnis 90/Die Grünen | 1    | 1    | 1    |
| FPD                   | 2    | 1    | 1    |
| Bürger pro Jümme      | -    | -    | 1    |

Burgemeester van de Samtgemeinde is Johan Boelsen van de SPD.

## Jumelage
Het samenwerkingsverband had een jumelage met een samenwerkingsverband uit Mecklenburg-Voor-Pommeren, het Amt Steintanz-Warnowtal. De jumelage bestaat sinds 18 april 1998. Met de opheffing van het Amt op 1 januari 2005 is hieraan een eind gekomen.
Hoofdstad: Leer
Overige eenheidsgemeenten: Borkum · Bunde · Jemgum (Jemmingen) · Moormerland · Ostrhauderfehn · Rhauderfehn · Uplengen · Weener · Westoverledingen
Samtgemeinden: Samtgemeinde Hesel · Samtgemeinde Jümme
Gemeenten: Brinkum · Detern · Filsum (hoofdplaats Samtgemeinde Jümme) · Firrel · Hesel (hoofdplaats Samtgemeinde Hesel) · Holtland · Neukamperfehn · Nortmoor · Schwerinsdorf
Gemeentevrij gebied: Lütje Hörn (onbewoond eiland, 0,31 km²)